# 张立国
张立国（1953年—），男，辽宁人，中华人民共和国外交官，曾任中华人民共和国驻名古屋总领事。

## 生平
1978年，毕业于北京外国语学院，进入中华人民共和国外交部工作，先后在中国人民对外友好协会、驻日本大使馆、外交部办公厅、驻福冈总领事馆、外交部领事司任职。1999年，任驻日本大使馆参赞兼总领事。2004年，任外交部领事司参赞。2006年，升任外交部领事司副司长。2009年10月，出任中华人民共和国驻名古屋总领事。2014年1月，自驻名古屋总领事离任。